# تارو ياماموتو
تارو ياماموتو (بالكانا:やまもと たろう) هو ممثل وسياسي ياباني، ولد في 24 نوفمبر 1974 في اليابان. انتخب عضو مجلس المستشارين عن دائرة دائرة طوكيو الكبرى الانتخابية ‏ وقد انضم خلال فترته النيابية  للكتلة البرلمانية Liberal Party (Japan, 2016) ‏.

## اعماله

### افلام
- (2001) اركض

## وصلات خارجية
- تارو ياماموتو على موقع IMDb (الإنجليزية)
- تارو ياماموتو على موقع ألو سيني (الفرنسية)
- تارو ياماموتو على موقع أول موفي (الإنجليزية)
- تارو ياماموتو على موقع قاعدة بيانات الفيلم (الإنجليزية)
- تارو ياماموتو على موقع كينوبويسك (الروسية)

- الموقع الرسمي